# 孙汉章
孙汉章（1911年—1999年），男，河南南乐人，中华人民共和国政治人物，曾任贵州省教育厅厅长、党组书记，贵州省政协副主席，中共贵州省顾问委员会常委。